# Miass
Miass - Миасс (rus) - és una ciutat de l'óblast de Txeliàbinsk, a Rússia.

## Geografia
Miass es troba al sud dels Urals, a la vora del riu Miass, a 84 km a l'oest de Txeliàbinsk.

## Història
Miass fou fundada el 1773 per a l'extracció de coure. Al segle xix es desenvolupà gràcies al descobriment de grans jaciments d'or als Urals. La producció d'or arribà a 640 kg per any abans de començar a disminuir. Rebé l'estatus de ciutat el 1926.
Quan les indústries es traslladaren més a l'est al començament de la Segona Guerra Mundial, el novembre del 1941 es decidí construir una fàbrica de construcció de camions a partir d'una fàbrica automobilística evacuada de Moscou.